# دودلباگ (فیلم)
دودلباگ یا حشره بالدار (به انگلیسی: Doodlebug) یک فیلم تریلر روان‌شناختی از کریستوفر نولان و محصول سال ۱۹۹۷ بریتانیا است.

## داستان
یک مرد مضطرب در یک آپارتمان کوچک به دنبال کشتن حشره‌ای است که به روی کف زمین حرکت می‌کند. اما آن حشرهٔ کوچک، نسخهٔ کوچک‌تری از خود فرد است و وقتی کفشش را برای کشتن آن رویش می‌زند…